# NGC 4676
NGC 4676 is een interagerend sterrenstelsel in het sterrenbeeld Hoofdhaar dat op 13 maart 1785 werd ontdekt door William Herschel. Het bestaat uit twee spiraalvormige sterrenstelsels in de Comacluster. Het is als Arp 242 opgenomen in de Atlas of Peculiar Galaxies van Halton Arp. Afzonderlijk worden de twee sterrenstelsels NGC 4676A en NGC 4676B genoemd. Informeel staan ze ook bekend als “de muizen” omdat ze beide een lange staart van sterren en interstellair medium hebben.
De twee sterrenstelsels trekken elkaar aan en zijn bezig te fuseren tot een groot sterrenstelsel. De staarten zijn een gevolg van deze fusie, en duiden erop dat de twee sterrenstelsels mogelijk al eerder door elkaar heen zijn gevlogen. De sterrenstelsels staan ongeveer 290 miljoen lichtjaar van de Aarde.
Beide sterrenstelsels werden in 2002 door de ruimtetelescoop Hubble gefotografeerd. Wat op de foto opvalt aan de twee sterrenstelsels, zijn hun kleuren. De staarten zijn bij aanvang blauw en op het eind een soort geel; het omgekeerde van wat men normaal zou verwachten bij een spiraalvormig sterrenstelsel.